# Ministério Público do Trabalho
O Ministério Público do Trabalho (MPT) é o ramo do Ministério Público (MP) cuja função é atuar na defesa dos direitos coletivos e individuais na área trabalhista.
Funciona processualmente nas causas de competência da Justiça do Trabalho, possuindo atribuições judiciais e extrajudiciais. A atuação judicial refere-se à atuação nos processos judiciais, seja como parte, autora ou ré, seja como fiscal da lei. Já a atuação extrajudicial refere-se à sua atuação fora do âmbito judicial, na esfera administrativa e, além disso, destaca-se a sua atuação como agente de articulação social, incentivando e orientando os setores não-governamentais e governamentais na execução de políticas de elevado interesse social, especialmente nas questões ligadas à erradicação do trabalho infantil, do trabalho forçado e escravo, bem como no combate a quaisquer formas de discriminação no mercado de trabalho.
A Constituição da República de 1988 define, em seu artigo 127, o Ministério Público como sendo "instituição permanente, essencial à função jurisdicional do Estado, incumbindo-lhe a defesa da ordem jurídica, do regime democrático e dos interesses sociais e individuais indisponíveis".

## Histórico
De acordo com publicação do Ministro Ives Gandra da Silva Martins Filho, a história da origem do Ministério Público do Trabalho se confunde com a da Justiça do Trabalho, que surgiu no Conselho Nacional do Trabalho (Decreto nº 16.027/23), órgão de caráter administrativo instituído no âmbito do Ministério da Agricultura, Indústria e Comércio. Nesta viagem histórica registram-se os principais acontecimentos:
- 1937 - Junto ao Conselho passou a funcionar um Procurador-Geral e Procuradores Adjuntos, que emitiam pareceres nos processos em trâmite. Em 1937, uma nova organização da Justiça do Trabalho criou o cargo de Procurador-Geral do Trabalho.

Em seguida foram instaladas, junto a cada Conselho Regional do Trabalho, as Procuradorias Regionais, sendo Arnaldo Lopes Süssekind o primeiro Procurador Regional de São Paulo, em que eram procuradores Benjamin Eurico Cruz e Brígido Tinoco, todos estes três procuradores chegariam a Ministros da República. Já na Região nordeste, o Professor Evaristo de Moraes Filho o primeiro Procurador Regional da Bahia e se tornou acadêmico da Academia Brasileira de Letras.
- 1940 - A Procuradoria do Trabalho passou a denominar-se Procuradoria da Justiça do Trabalho, assumindo o cargo de Procurador-Geral da Justiça do Trabalho, em 1941, o Dr. Américo Ferreira Lopes (Decreto-lei 2.852).

A Procuradoria do Trabalho tinha, desde suas origens, feições de Ministério Público, na medida em que seu objetivo era a defesa do interesse público. Além disso, possuía outra função de natureza administrativa, de órgão consultivo para o Ministério do Trabalho Indústria e Comércio, em matéria laboral.
- 1942 - Participação da Procuradoria do Trabalho na elaboração da CLT; na reforma do MPT por meio da Lei Orgânica de 1951, que o enquadrou dentro do Ministério Público da União, embora ainda vinculado ao Ministério do Trabalho, Indústria e Comércio.

- 1961 - Criados, pelo Procurador-Geral da Justiça do Trabalho, Arnaldo Süssekind, núcleos de atendimento que funcionavam como verdadeiras curadorias de menores; a representação anual na reunião internacional da OIT, como Membro da Comissão Permanente de Direito Social do Ministério do Trabalho.

- 1965 - Criação do Centro de Estudos do MPT.

- 1972 - Transferência da Procuradoria Geral para Brasília.

- 1988 - Independência institucional, obtida com a nova redação da Constituição Federal de 88.

- 1993 - Criação da Lei Orgânica do Ministério Público da União (Lei Complementar 75/93).

Desde sua criação, o quadro do Ministério Público do Trabalho contou com a participação de nomes como: Marco Aurélio Mendes de Farias Mello (Ministro do Supremo Tribunal Federal), Arnaldo Lopes Süssekind (Ministro do Tribunal Superior do Trabalho), Benjamin Eurico Cruz, (Ministro) do Ministério do Trabalho e Previdência Social, Brígido Tinoco (Ministro) do Ministério da Educação e Cultura, Marco Aurélio Prates de Macedo (Ministro do Tribunal Superior do Trabalho), Professor Evaristo de Moraes Filho, do IFCS,  UFRJ e da ABL, dentre tantos outros expoentes nacionais.
- 1999 O então Procurador-Geral do Trabalho, Guilherme Mastrichi Basso, institui metas institucionais para o MPT:

-erradicação do trabalho infantil e regularização do trabalho do adolescente; -erradicação do trabalho forçado; -preservação da saúde e segurança do trabalhador; -combate a todas as formas de discriminação; -formalização dos contratos de trabalho.  Criou as primeiras três Coordenadorias Nacionais e deu início à interiorização do MPT pelo país, havendo instalado administrativamente os quatro primeiros Ofícios (Bauru, Palmas, Maringá e Uberlândia) e enviado projeto de lei que culminou com a criação de 100 Ofícios, 300 novos cargos de Procuradores do Trabalho e 500 servidores para esses ofícios.
- 2003 - Sua sucessora, Sandra Lia Simon, confirma as metas institucionais e amplia o conceito, instituindo as demais Coordenadorias Nacionais para acompanhar também:

-irregularidades trabalhistas na Administração Pública; -exploração do trabalho portuário e aquaviário
- 2007 - Toma posse como Procurador Geral o Dr.Otávio Brito Lopes, que dá seguimento à instalação dos Ófícios e a realização dos concursos públicos.

O MPT conta hoje com 608 Membros e 1.679 servidores em todo o país.

## Atuação
Até 1988, o Ministério Público do Trabalho atuava apenas como Órgão Interveniente junto ao Tribunal Superior do Trabalho ou aos Tribunais Regionais do Trabalho, emitindo parecer nos processos judiciais, na condição de fiscal da lei.
A partir da nova Constituição Federal, passou a atuar também como Órgão Agente, ou de campo, na defesa dos direitos difusos, coletivos e individuais indisponíveis dos trabalhadores.
Desde 1999, elegeu cinco áreas prioritárias de atuação: erradicação do trabalho infantil e regularização do trabalho do adolescente, combate ao trabalho escravo e regularização do trabalho indígena, combate a todas as formas de discriminação no trabalho, preservação da saúde e segurança do trabalhador, e regularização dos contratos de trabalho.
Como órgão interveniente, o MPT desempenha papel de defensor da lei para intervir nos feitos judiciais em curso nos quais haja interesse público a proteger. Emite pareceres em processos de competência da Justiça do Trabalho, participa das Sessões de Julgamento e ingressa com recursos quando houver desrespeito à legislação.
O Ministério Público do Trabalho também atua como árbitro e mediador na solução de conflitos trabalhistas de natureza coletiva, envolvendo trabalhadores e empresas ou as entidades sindicais que os representam. A possibilidade está prevista no artigo 83, inciso XI da Lei Complementar 75/93 e foi regulamentada pela Resolução n° 44 do Conselho Superior do MPT. Além disso, o Ministério Público do Trabalho fiscaliza o direito de greve nas atividades essenciais.
A atuação como Órgão Agente envolve o recebimento de denúncias, a instauração de procedimentos investigatórios, inquéritos civis públicos e outras medidas administrativas ou o ajuizamento de ações judiciais, quando comprovada a irregularidade.
Importante instituto de atuação do Ministério Público do Trabalho, de natureza administrativa, é o Termo de Compromisso de Ajustamento de Conduta, que prevê multa caso seja descumprido, e que pode ser executado perante as Varas do Trabalho, por ser título executivo extrajudicial. Em termos judiciais, o MPT dispõe da Ação Civil Pública e da Ação Civil Coletiva, além da Ação Anulatória Trabalhista, que possibilita sua atuação no controle das cláusulas de acordos e convenções coletivas de trabalho.
O Ministério Público do Trabalho também orienta a sociedade por meio de audiências públicas, palestras, oficinas, reuniões setoriais e outros eventos semelhantes. Desenvolve, ainda, ações em parceria com órgãos do Governo e entidades representativas de empregadores e trabalhadores, organizações não governamentais nacionais e internacionais e com a sociedade civil organizada, seja por meio de protocolos e convênios, seja pela participação em Conselhos e Fóruns.

## Princípios Institucionais
Os princípios institucionais estão definidos no artigo 127, §1º, da Constituição da República Federativa do Brasil que afirma:
"São princípios institucionais do Ministério Público a unidade, a indivisibilidade e a independência funcional".

### Unidade
Os membros do Ministério Público integram um só órgão, todos seus membros agindo individualmente visando ao atendimento das finalidades do Ministério Público como um todo. Não obstante, o Ministério Público se divide em vários ramos.

### Indivisibilidade
Os membros do Ministério Público podem ser substituídos uns pelos outros sem que haja alteração subjetiva na relação jurídica processual.

### Independência funcional
O princípio da independência funcional informa que não há hierarquia funcional entre os membros do Ministério Público.

## Autonomia Institucional
O §2º do artigo 127 da Constituição da República assegura a autonomia funcional, administrativa e financeira, dispondo que "Ao Ministério Público é assegurada autonomia funcional e administrativa, podendo, observado o disposto no art. 169, propor ao Poder Legislativo a criação e extinção de seus cargos e serviços auxiliares, provendo-os por concurso público de provas ou de provas e títulos, a política remuneratória e os planos de carreira; a lei disporá sobre sua organização e funcionamento".

## Ministério Público da União
O Ministério Público da União abrange o Ministério Público do Trabalho, o Ministério Público Federal, o Ministério Público Militar e o Ministério Público do Distrito Federal e dos Territórios. O chefe do Ministério Público da União é o Procurador-Geral da República, nomeado pelo Presidente da República dentre integrantes da carreira, maiores de trinta e cinco anos, após a aprovação de seu nome pela maioria absoluta dos membros do Senado Federal, para mandato de dois anos, permitida a recondução.
Tradicionalmente a escolha do Procurador-Geral da República tem sido feita somente pelos membros do Ministério Público Federal. No entanto, buscando a aplicação dos princípios democráticos na escolha do chefe do Ministério Público da União e o cumprimento do que diz expressamente a Constituição da República, há defesas dentro da Instituição no sentido de que todos os membros participem da escolha do Procurador-Geral da República. Nessa linha, os membros do Ministério Público do Trabalho, do Ministério Público do Distrito Federal e dos Territórios e do Ministério Público Militar fizeram uma votação para a escolha do Procurador-Geral da República em maio de 2007.

## Procuradorias Regionais do Trabalho - PRTs
O Ministério Público do Trabalho, embora indivisível, ramifica-se em 24 centros regionais de autuação. Tais centros são denominados Procuradorias Regionais do Trabalho. Essas Procuradorias Regionais identificam-se numericamente de acordo com a referência numérica atribuída ao Tribunal Regional do Trabalho no qual inserem o âmbito de sua atuação institucional. Assim, como a Justiça do Trabalho divide-se em 24 Tribunais Regionais, conforme determina a CLT (Consolidação das Leis Trabalhistas), cada Procuradoria Regional identifica-se com o mesmo número de identificação do Tribunal correspondente na mesma área. Por exemplo, no Estado de Minas Gerais situa-se a jurisdição do Tribunal Regional do Trabalho da 3ª Região, logo o Ministério Público do Trabalho atuante perante esse Tribunal identifica-se como a Procuradoria Regional do Trabalho da 3ª Região.

## Procuradorias do Trabalho nos Municípios - PTMs
As Procuradorias do Trabalho nos Municípios, antes denominadas Ofícios, são as unidades institucionais nas quais os Procuradores do Trabalho atuam perante as Varas do Trabalho. A referência de identificação, aplicável de maneira geral a todo o Ministério Público, geralmente é o órgão judicial perante o qual o parquet desenvolve suas funções institucionais. Salienta-se geralmente porque nem sempre há uma Procuradoria do Trabalho perante cada Vara do Trabalho de todo o Tribunal. No constante processo de interiorização das atividades estatais, e considerando a inteira distinção de poder administração, há situações nas quais não é possível, no momento de instalação da Vara do Trabalho, instalar também uma Procuradoria do Trabalho no município sede da Vara do Trabalho. Assim, diversas Procuradorias do Trabalho atuam perante mais de uma Vara do Trabalho. Por exemplo, na Procuradoria Regional da 17ª Região - Espírito Santo, a Procuradoria do Trabalho no Município de Cachoeiro de Itapemirim atua tanto perante as Varas do Trabalho daquele município como perante a Vara do Trabalho no Município de Alegre.

## Procuradores do Trabalho
Os Procuradores do Trabalho são os órgãos/membros do Ministério Público do Trabalho.